# Stompveermanakin
De stompveermanakin (Machaeropterus deliciosus) is een zangvogel uit de familie Pipridae (manakins).

## Verspreiding en leefgebied
Deze soort komt voor van zuidwestelijk Colombia tot westelijk Ecuador.

## Voortplanting
Het mannetje van de stompveermanakin baltst op een lek en maakt een geluid (striduleert) door zijn vleugelveren snel (107 p/s) langs elkaar te bewegen.

## Status
De grootte van de populatie is niet gekwantificeerd maar de soort wordt omschreven als schaars en met een versnipperde verspreiding. Op de Rode lijst van de IUCN heeft deze soort de status niet bedreigd.